# フレデリック・ハーズバーグ
フレデリック・ハーズバーグ（Frederick Herzberg、1923年4月18日 - 2000年1月19日）は、アメリカ合衆国の臨床心理学者。

## 略歴
ウィスコンシン州Lynn生まれ。ケース・ウェスタン・リザーブ大学で心理学の教授、ユタ大学で経営学の教授を歴任した。モチベーションの上昇と低下について、「動機付け要因」と「衛生要因」からなる二要因理論を打ち出した。

## 著書
- 『作業動機の心理学』（The Motivation to Work）